# 1946 au cinéma
| Années du cinéma : 1943 - 1944 - 1945 - 1946 - 1947 - 1948 - 1949    |
| Décennies du cinéma : 1910 - 1920 - 1930 - 1940 - 1950 - 1960 - 1970 |

Cet article présente les faits marquants de l'année 1946 au cinéma.

## Événements
- Citizen Kane, film d’Orson Welles (juillet), de La Femme au portrait de Fritz Lang, du Le ciel peut attendre d’Ernst Lubitsch (Août), de Fantasia, de Walt Disney (novembre), d’Arsenic et vieilles dentelles, film de Frank Capra (décembre).
- 28 mai : accord Blum-Byrnes. Le 1er juillet, le marché français du cinéma s’ouvre largement au cinéma américain[1].
- 19 juillet : Marilyn Monroe signe un contrat avec la maison cinématographique 20th Century Fox.
- 20 septembre : Ouverture du premier festival du film de Cannes avec La Symphonie pastorale de Jean Delannoy, La Bataille du rail de René Clément, Brève Rencontre de David Lean, Le Poison (The lost week-end) de Billy Wilder, en compétition. Roberto Rossellini remporte le grand prix pour Roma, Citta Aperta.
- 4 septembre : En URSS, la deuxième partie du film de Sergueï M. Eisentein, Ivan le Terrible  est censuré par Staline.
- Une loi du 25 octobre 1946 crée le Centre national de la cinématographie (CNC), établissement public chargé de contrôler les recettes des salles d'exploitation.
- Fondation du Nederlands Filmmuseum (Musée néerlandais du cinéma), situé à Amsterdam.

### Films remarquables
- Duel au soleil (Duel in the Sun) de King Vidor avec Jennifer Jones et Gregory Peck.
- Gilda de Charles Vidor avec Rita Hayworth.
- « L'Idiot » comédie dramatique de Georges Lampin avec Gérard Philipe, Edwige Feuillère et Marguerite Moreno.
- La Bataille du rail de René Clément.
- La Belle et la Bête réalisé par Jean Cocteau et René Clément avec Jean Marais, Josette Day et Michel Auclair.
- La Folle Ingénue (Cluny Brown) comédie d'Ernst Lubitsch avec Jennifer Jones, Charles Boyer et Peter Lawford.
- La Poursuite infernale de John Ford avec Henry Fonda, Victor Mature, Cathy Downs, Walter Brennan, Linda Darnell.
- La Symphonie pastorale de Jean Delannoy avec Michèle Morgan et Jean Desailly - Grand Prix du Festival de Cannes.
- Le Château du dragon de Joseph L. Mankiewicz avec Gene Tierney et Vincent Price.
- Le Grand Sommeil (The Big sleep) réalisé par Howard Hawks avec Humphrey Bogart et Lauren Bacall.
- Le Passage du canyon (Canyon passage) western de Jacques Tourneur avec Dana Andrews, Brian Donlevy et Susan Hayward.
- Les Enchaînés (Notorious) film policier d'Alfred Hitchcock avec Cary Grant, Ingrid Bergman et Claude Rains.
- Les Plus Belles Années de notre vie de William Wyler - Oscar du meilleur film.
- Les Portes de la nuit drame de Marcel Carné avec Pierre Brasseur, Serge Reggiani et Yves Montand (16 décembre).
- Panique film policier de Julien Duvivier avec Michel Simon, Viviane Romance et Paul Bernard, présenté à la Mostra de Venise en septembre.
- Sciuscià, film de Vittorio De Sica.
- Une nuit à Casablanca (A Night in Casablanca) de Archie Mayo avec Chico Marx et Harpo Marx.

## Festivals

### 6 octobre:Cannes
Grand Prix du Festival international du Film :
- La terre sera rouge (De Rode Enge) de Bodil Ipsen et Lau Lauritzen Jr.
- Le Week-end perdu (The Lost Week-end), également intitulé Le Poison, de Billy Wilder
- La Symphonie pastorale de Jean Delannoy
- Brève rencontre (Brief Encounter) de David Lean
- La Ville basse (Neecha Nagar) de Chetan Anand
- Rome, ville ouverte (Roma Città Aperta) de Roberto Rossellini
- Maria Candelaria d'Emilio Fernandez
- Tourments (Ets), également intitulé L'Épreuve, d'Alf Sjöberg
- La Dernière Chance de Leopold Lintberg
- Les Hommes sans ailes de Frantisek Cáp
- Le Tournant décisif de Frederic Elmer
- Michèle Morgan reçoit le prix de la meilleure interprétation pour La Symphonie pastorale.

Prix du Jury international :
- La Bataille du rail de René Clément

## Principaux films de l'année
- Citizen Kane de et avec Orson Welles (sorti en France le 3 juillet, cinq ans après sa diffusion aux États-Unis).
- Gilda de Charles Vidor avec Rita Hayworth.
- Ivan le Terrible de Sergueï Eisenstein.
- L'Affaire du collier de la reine de Marcel L'Herbier.
- La Belle et la Bête de Jean Cocteau avec Jean Marais et Josette Day  (29 octobre).
- La Poursuite infernale de John Ford.
- La vie est belle : comédie américaine de Frank Capra avec James Stewart, Donna Reed, Lionel Barrymore, Thomas Mitchell, Henry Travers, Beulah Bondi, Ward Bond.
- Le Dahlia bleu (The Blue Dahlia) de George Marshall avec Alan Ladd et Veronica Lake.
- Le facteur sonne toujours deux fois : film policier américain de Tay Garnett avec Lana Turner, John Garfield, Cecil Kellaway, Hume Cronyn.
- Le Grand Sommeil d'Howard Hawks inspiré du roman de Raymond Chandler avec Humphrey Bogart et Lauren Bacall.
- Le silence est d'or de René Clair avec Maurice Chevalier 2 août.
- Les Assassins sont parmi nous de Wolfgang Staudte avec Hildegard Knef (15 octobre à Berlin).
- Les Enchaînés : Suspense américain d'Alfred Hitchcock avec Cary Grant, Ingrid Bergman, Claude Rains.
- Les Portes de la nuit de Marcel Carné, scénariste Jacques Prévert. (3 décembre).
- Les Tueurs (The Killers) de Robert Siodmak avec Burt Lancaster et Ava Gardner.
- Pinocchio, dessin animé de Walt Disney 22 mai.
- Sciuscià de Vittorio De Sica, scénario de Cesare Zavattini.
- Une nuit à Casablanca : comédie américaine d'Archie Mayo avec les Marx Brothers, Sig Ruman.
- À chacun son destin (To Each His Own) : mélodrame américain de Mitchell Leisen avec Olivia de Havilland et John Lund

## Récompenses

### Oscars
- Meilleur film : Les Plus Belles Années de notre vie (The Best Years of Our Lives) de William Wyler (États-Unis)
- Meilleure actrice : Olivia de Havilland, À chacun son destin (To Each His Own)
- Meilleur acteur : Fredric March, Les Plus Belles Années de notre vie
- Meilleur second rôle féminin : Anne Baxter, Le Fil du rasoir (The Razor's Edge)
- Meilleur second rôle masculin : Harold Russell, Les Plus Belles Années de notre vie
- Meilleur réalisateur : William Wyler, Les Plus Belles Années de notre vie

### Autres récompenses
- 13 décembre : La Belle et la Bête de Jean Cocteau reçoit le prix Louis-Delluc

## Box-office
- France[2] :

| Class. | Titre                  | Pays       | Réalisateur                      | Box-Office France |  |
| ------ | ---------------------- | ---------- | -------------------------------- | ----------------- |  |
| 1.     | Pinocchio              | États-Unis | Hamilton Luske et Ben Sharpsteen | 6 835 702 entrées |  |
| 2.     | Mission spéciale       |            | Maurice de Canonge               | 6 781 120 entrées |  |
| 3.     | La Symphonie pastorale |            | Jean Delannoy                    | 6 373 123 entrées |  |

- États-Unis[3] :

| Class. | Titre                               | Pays       | Réalisateur                     | Recettes États-Unis |  |
| ------ | ----------------------------------- | ---------- | ------------------------------- | ------------------- |  |
| 1.     | Mélodie du Sud                      | États-Unis | Harve Foster et Wilfred Jackson | 65 000 000 $        |  |
| 2.     | Les Plus Belles Années de notre vie | États-Unis | William Wyler                   | 23 650 000 $        |  |
| 3.     | Duel au soleil                      | États-Unis | King Vidor                      | 20 408 163 $        |  |

## Principales naissances
Janvier
- 1er janvier : Rossana Martini († 2 février 1988).
- 5 janvier : Diane Keaton
- 10 janvier : Georges Beller
- 16 janvier : Jean-Pierre Bouyxou
- 11 janvier : Gérard Chaillou († 2 août 2025).
- 20 janvier : David Lynch († 15 janvier 2025).
- 23 janvier : Silvia Monti

Février
- 5 février : Charlotte Rampling
- 7 février : 
  - Héctor Babenco(† 13 juillet 2016).
  - Pete Postlethwaite (mort le 2 janvier 2011)
- 9 février : Marie France
- 10 février : Didier Bezace († 11 mars 2020).
- 14 février : 
  - Tina Aumont († 28 octobre 2006).
  - Catherine Arditi
- 17 février : André Dussollier
- 18 février : Jean-Claude Dreyfus
- 20 février : Brenda Blethyn
- 21 février : 
  - Anthony Daniels
  - Alan Rickman († 14 janvier 2016).

Mars
- 7 mars : 
  - Michael Chaplin
  - John Heard (mort le 21 juillet 2017)
- 12 mars : Liza Minnelli
- 19 mars : Bigas Luna († 6 avril 2013).
- 30 mars : Gérard Kikoïne

Avril
- 16 avril : Catherine Allégret
- 18 avril : Jean-François Balmer
- 19 avril : Tim Curry
- 22 avril : 
  - John Waters
  - Nicole Garcia
- 25 avril : 
  - Andrzej Seweryn
  - Talia Shire
- 30 avril : Bill Plympton

Mai
- 1er mai : Joanna Lumley
- 5 mai : Jim Kelly († 29 juin 2013).
- 9 mai : Candice Bergen
- 20 mai : Cher
- 25 mai : Haydée Politoff

Juin
- 1er juin : Brian Cox
- 5 juin : Stefania Sandrelli
- 15 juin : Brigitte Fossey
- 21 juin : Xavier Gélin  († 2 juillet 1999).
- 28 juin : Bruce Davison
- 29 juin : 
  - Tania Busselier
  - Alice Arno (Marie-France Broquet)

Juillet
- 2 juillet : Saïd Amadis
- 6 juillet : Sylvester Stallone
- 10 juillet : Sue Lyon
- 21 juillet : Anne Libert
- 22 juillet : Danny Glover

Août
- 1er août : Juliette Mills
- 2 août : Catherine Alcover
- 3 août : Nikolaï Bourliaïev
- 9 août : Alain Dorval († 13 février 2024).
- 11 août : Patrick Bouchitey
- 17 août :
  - Didier Sandre
  - Marc Chapiteau
- 20 août : Darwyn Swalve († 5 mai 1999).

Septembre
- 15 septembre : Tommy Lee Jones
- 27 septembre : François Dunoyer
- 28 septembre : Brigitte Roüan

Octobre
- 2 octobre : Marie-Georges Pascal († 9 novembre 1985).
- 4 octobre : Susan Sarandon
- 8 octobre : Jean-Jacques Beineix († 13 janvier 2022).
- 18 octobre : Howard Shore
- 24 octobre : Patrick Grandperret († 9 mars 2019).
- 27 octobre : Ivan Reitman († 12 février 2022).
- 28 octobre : Valérie Boisgel († 3 novembre 2014).
- 31 octobre : Stephen Rea

Novembre
- 6 novembre : Sally Field
- 23 novembre : Élisabeth Wiener
- 28 novembre : 
  - Joe Dante
  - Sabine Glaser

Décembre
- 8 décembre : Sharmila Tagore
- 10 décembre : Catherine Hiegel
- 14 décembre : Jane Birkin († 16 juillet 2023).
- 15 décembre : Jean-Michel Ribes
- 17 décembre : Jayne Eastwood
- 18 décembre : Steven Spielberg
- 24 décembre : Daniel Beretta († 23 mars 2024).
- 29 décembre : Olimpia Carlisi

date non-précisée :
- Edd Kalehoff (Edward Woodley)

## Principaux décès
- 21 janvier : Raphaël Duflos, acteur français (°1858).
- 5 février : George Arliss, acteur britannique (°1868).
- 1er avril : Noah Beery, acteur américain (°1882).
- 6 avril : Jeanne Brindeau, actrice  française (°1860)
- 22 avril : Lionel Atwill, acteur britannique (°1885).
- 19 août : 
  - René Alexandre, acteur français (°1885)
  - Véra Sergine, actrice française (°1884)
- 20 septembre : Raimu, acteur français (°1883)
- 13 décembre : Renée Falconetti, actrice française (°1892).
- 25 décembre : W. C. Fields, humoriste de vaudeville et acteur américain (°1880).